# National-Zeitung (München)

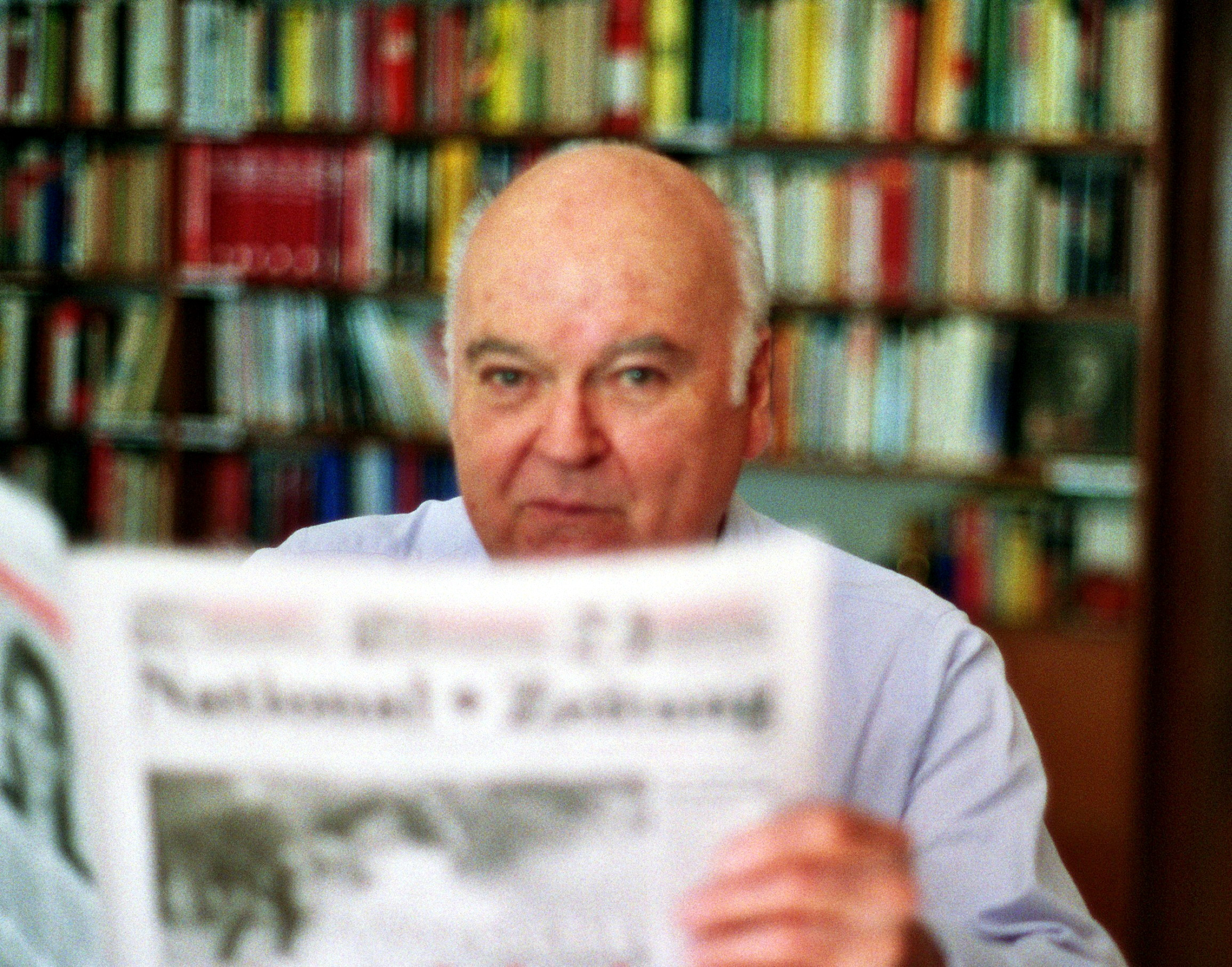
Gerhard Frey, 2013 verstorbener Eigentümer und Inhaber, mit einem Exemplar der National-Zeitung (2009)

Die National-Zeitung (NZ) war eine rechtsextreme überregionale deutsche Wochenzeitung mit Sitz in München. Sie erschien in der seit 2020 in Liquidation befindlichen Druckschriften- und Zeitungsverlags GmbH (DSZ-Verlag). Bis 1999 wurde außerdem die im Inhalt weitgehend identische Deutsche Wochen-Zeitung (DWZ) herausgegeben. Die letzte Ausgabe 52/2019 der National-Zeitung erschien am 20. Dezember 2019.

## Organisation
Die National-Zeitung wurde im DSZ-Verlag (bis zu dessen Tod 2013 von dessen Eigentümer Gerhard Frey, dem langjährigen Vorsitzenden der Deutschen Volksunion) herausgegeben. Die von Presse-Grosso vertriebene Zeitung erreichte 2006 eine geschätzte wöchentliche Gesamtauflage von 38.000 Exemplaren pro Ausgabe. Seither sind keine Zahlen zur Auflage mehr bekannt geworden, sie dürfte jedoch deutlich gesunken sein. Zum Vergleich: 1976 hatte sie auf dem wesentlich kleineren westdeutschen Zeitungsmarkt eine durchschnittliche wöchentliche Auflage von 106.000 Exemplaren.
Neben dem DSZ-Verlag existierte die „Freiheitliche Buch- und Zeitschriftenverlags GmbH“ (FZ-Verlag) mit einem Buch- und Reisedienst, als deren Geschäftsführerin Freys Ehefrau Regine fungierte (die seit dem Tod ihres Mannes die Geschäftsführung des DSZ-Verlages innehat). Frey verfügte damit über das größte politisch rechts der CSU stehende Medienkonglomerat in Deutschland. Über die Zeitung wurden Produkte wie Medaillen, deren Motive vom ersten Reichspräsidenten Friedrich Ebert (SPD) bis zum Luftwaffen-Piloten Hans-Ulrich Rudel reichten, Bücher aus den eigenen Verlagen oder antiquarische Bücher beworben und vertrieben.
Trotz ihrer formalen Unabhängigkeit wurde die Zeitung aufgrund der beherrschenden Stellung Freys und wegen des Fehlens einer originären Parteizeitung der DVU bis zu seinem Rückzug aus der Parteipolitik oft als das Presseorgan der Partei betrachtet, obwohl sie auch über die Partei hinaus eine große Wirkung im politischen Spektrum rechts der Unionsparteien ausübte. Daher war es noch im Jahr 2006 das in Deutschland meistverbreitete Presseerzeugnis dieser politischen Richtung. Da die Auflage der Zeitung in den letzten Jahren nach dem Tod des Gründers und der Auflösung der DVU stark rückläufig war, war auch ihre Bedeutung für das rechte Parteienspektrum gesunken.

## Geschichte

### Deutsche Soldaten-Zeitung
Die DNZ wurde 1950/51 als Deutsche Soldaten-Zeitung (DSZ) gegründet. In einem amerikanischen Internierungslager in Garmisch-Partenkirchen waren der ehemalige NSDAP-Kreisleiter und Landrat von Preußisch Holland Helmut Damerau, der Wehrmachtsoberst und Landrat von Stendal Heinrich Detloff von Kalben, der SS-Standartenführer der Waffen-SS Joachim Ruoff und der General der Waffen-SS Felix Steiner 1950 übereingekommen, eine Publikation zu gründen, die für einen „antibolschewistischen deutschen Verteidigungsbeitrag“ werben sollte. Vor dem Hintergrund des Koreakrieges, des sich verschärfenden Kalten Krieges und der Diskussion über die deutsche Wiederbewaffnung fand das Vorhaben finanzielle Unterstützung durch die CIA – und Privatleute. Weitere Teile des Gründungskapitals brachten Damerau, der 1950 in München den Schild-Verlag gründete, und der Tischlermeister Leo Giess auf. Die DSZ sollte über die Zielgruppe der ehemaligen deutschen Soldaten den westdeutschen Beitritt zur NATO publizistisch vorbereiten.
Im Frühjahr 1951 erwarb Dameraus Schild-Verlag die Zeitung Der deutsche Soldat. Als deren Nachfolgerin erschien am 6. Juni 1951 die erste Ausgabe der DSZ in einer Auflage von 30.000 Exemplaren als Wochenzeitung. Die Hälfte der Auflage wurde dabei vom Verband deutscher Soldaten (VdS) abgenommen.
Peter Dudek und Hans-Gerd Jaschke attestieren der DSZ, sie habe „[m]it ihren aggressiv formulierten antikommunistischen und antigewerkschaftlichen Beiträgen, mit Generälen, Offizieren und PK-Berichterstattern als Autoren, die [die] Schlachten und Feldzüge des II. Weltkrieges verherrlichen, Leitbilder der deutschen Frontsoldaten restaurieren und den (geringen) militärischen Widerstand als ‚Vaterlandsverrat‘ diffamieren […] [,] ein aufnahmebereites Publikum unter den ehemaligen Wehrmachtsangehörigen“ gefunden. Diese hätten „ihre soldatischen und nationalistischen Weltbilder bestätigt bekommen: rechtsradikale Vergangenheitsbewältigung durch Rechtfertigung lebensgeschichtlich erworbener Normen- und Wertemuster“. Leugnung und Verharmlosung nationalsozialistischen Terrors hätten die Zeitung beherrscht.
Bereits 1952 geriet die DSZ in Probleme. Chefredakteur Cornelius Pfeiffer hatte sich gegen das Bundeswehr-Konzept der Bundesregierung gewandt. Damerau wurde deshalb vom VdS unter Druck gesetzt und ersetzte Pfeiffer durch Arno Werner Uhlig. Zugleich wurde die DSZ in zwei Ausgaben geteilt. Die eine redigierte Uhlig als politische Zeitung, die andere der Pressereferent des VdS, Irnfried von Wechmar, als VdS-Mitteilungsblatt. Im Mai 1954 wandelte der VdS sein Mitteilungsblatt in die eigenständige Publikation Soldat im Volk um.
Unter Uhlig nahm die Auflage um ca. zwei Drittel ab. Da ab Ende 1953 die Zahlungen der Amerikaner zurückgingen, geriet Damerau mit seinem Verlag in eine finanzielle Schieflage. Damerau schloss einen „Förderungsvertrag“ mit dem Bundespresseamt, das die Einstellung der Zeitung verhindern wollte und 11.000 DM monatlich zahlte. Da es dem Bundespresseamt jedoch nicht gelang, wie erhofft Einfluss auf die Inhalte und das Personal der Zeitung zu nehmen, stellte es Ende 1954 seine Zahlungen ein.
Über die Verbindungen von Regierungsstellen und DSZ gibt es unterschiedliche Aussagen. Während der Parlamentarisch-Politische Pressedienst 1957 von einer Freundschaft zwischen Verteidigungsminister Franz Josef Strauß und Damerau berichtete, wurde dies vom Verteidigungsministerium dementiert. Am 20. Oktober 1958 distanzierte sich das Bundesverteidigungsministerium erstmals öffentlich von der DSZ, weil man den Eindruck vermeiden wolle, die DSZ sei die Zeitung der Bundeswehr-Soldaten. Im Frühjahr 1959 charakterisierte der Sprecher des Verteidigungsministeriums, Gerd Schmückle, die DSZ als „Blatt für Unheilbare und Gamaschenknöpfe“. Der Generalinspekteur der Bundeswehr, Adolf Heusinger, informierte am 8. September 1959 die Kommandeure, dass künftig jede Form der Mitarbeit an der DSZ zu unterbleiben habe. Die DSZ diene „nicht der Verwurzelung der Bundeswehr in Staat und Volk“, sondern versuche, „die Entschlossenheit zur Verteidigung bei bestimmten Bevölkerungsgruppen zu schwächen“.
Ab April 1954 erschien die DSZ nur noch 14-täglich. Anfang 1955 wurden die Schulden des Schild-Verlags auf 90.000 DM beziffert. Die DSZ erschien nur noch monatlich. Die Auflage sank bis Januar 1958 auf 9.000, zeigte aber bis Ende 1958 mit 27.500 Exemplaren erstmals wieder aufsteigende Tendenz.
Nachdem Chefredakteur Uhlig im März 1954 versucht hatte, Damerau aus dem Verlag zu drängen, wurde er durch Hans-Gerd von Esebeck ersetzt, dem wiederum Anfang 1955 Erich Kernmayr nachfolgte. Als die Gesamtschulden des Verlags 1958 auf 150.000 bis 200.000 DM angewachsen waren, kündigte nahezu die gesamte Redaktion ihre Verträge. Damerau sah sich gezwungen, ein Angebot Gerhard Freys anzunehmen. Die DSZ wurde aus dem Schild-Verlag gelöst und mit 70.000 DM Stammkapital als Deutsche Soldaten-Zeitung Verlagsgesellschaft m.b.H mit Sitz München-Lochhausen neu gegründet. Die Hälfte des Stammkapitals stammte von Frey. Dameraus Verlag blieb mit 24 % beteiligt, weitere 26 % hielt Dameraus Ehefrau Hildegard als stille Teilhaberin.
Frey versuchte bald, Damerau aus dem DSZ-Verlag zu drängen, und ließ ihn im März 1959 als Geschäftsführer abberufen. Dagegen klagte Damerau, was Frey mit einer Gegenklage konterte. Damerau nahm Anfang 1960 seinen Einspruch gegen seinen Ausschluss zurück und gab im Juli 1960 nach einer Zahlung in Höhe von 75.000 DM seinen Widerstand endgültig auf. Frey war damit ab August 1960 Alleinbesitzer, Herausgeber und Chefredakteur der DSZ.

### Deutsche National-Zeitung
Frey bemühte sich ab Herbst 1960, die Auflage der DSZ von ca. 35.000 Exemplaren zu steigern, indem er andere Publikationen des rechtsnationalen Spektrums aufkaufte. So erwarb er die Abonnentenliste von Otto Strassers Zeitschrift Deutsche Freiheit, die Ende 1960 ihr Erscheinen einstellen musste. Ab dem 1. Januar 1961 nannte Frey seine Zeitung Deutsche Soldaten-Zeitung und National-Zeitung, angeblich „um das nationale Anliegen des deutschen Volkes, die Wiedervereinigung und nationale Erneuerung“ in den Vordergrund zu stellen. Er berief sich dabei auf die nationalliberale National-Zeitung von 1848. Ab 1962 erschien die Zeitung wöchentlich. Mit der Ausgabe vom 12. Dezember 1962 wurde der Titel in Deutsche National-Zeitung und Soldaten-Zeitung umgewandelt und am 1. Januar 1963 auf Deutsche National-Zeitung verkürzt. Die Auflage konnte währenddessen von 45.000 im Jahr 1961 auf 70.000 im Jahr 1963 und schließlich 110.000, Nebenauflagen eingeschlossen, 1964 gesteigert werden. Nebenausgaben waren die Vertriebenenblätter Schlesische Rundschau und Der Sudetendeutsche, die Frey 1963 gekauft hatte, sowie Notweg der 131er und Teplitz-Schönauer Anzeiger.
 Die Deutsche Wochen-Zeitung war seit 1964 eines der Parteiblätter der Nationaldemokratischen Partei Deutschlands und widmete sich vorrangig geschichtsrevisionistischen Themen. 1986 kaufte Frey von Waldemar Schütz auch diese auf und benannte sie in Deutsche Wochen-Zeitung – Deutscher Anzeiger um. In Inhalt und Ausrichtung glich sie weitgehend der DNZ.
1966 wurde gegen den Verleger Frey und gegen den NZ-Redakteur und Chef vom Dienst Karl Mages ein Strafverfahren (sog. Überschriftenverfahren wegen „Verwendung reißerischer und hetzerischer Schlagzeilen“) eingeleitet, das Ende September 1974 vom Landgericht München bei Teilung der Verteidigerkosten eingestellt wurde. Als Josef Bachmann 1968 das Attentat auf Rudi Dutschke verübte, trug er eine DNZ-Ausgabe mit einem bebilderten Steckbrief und dem Titel „Stoppt Dutschke jetzt! Sonst gibt es Bürgerkrieg“ bei sich.
1969 stellte der damalige Bundesminister des Innern Ernst Benda beim Bundesverfassungsgericht einen Antrag nach Art. 18 Grundgesetz – das Verwirken der Pressefreiheit aufgrund Missbrauchs. 1974 lehnte das Bundesverfassungsgericht den Antrag jedoch ab, da das Blatt „keine […] ernsthafte Gefahr für den Bestand der freiheitlich-demokratischen Grundordnung“ darstelle und keine „politisch bedeutsame Resonanz“ finde. 1979 betrug die Druckauflage 120.000 Exemplare.
Mit der Ausgabe 36 vom 3. September 1999 wurden die Deutsche National-Zeitung und die Deutsche Wochen-Zeitung – Deutscher Anzeiger zur National Zeitung verschmolzen.
Seit Ausgabe Nr. 43/2008 erschien die Zeitung in einer komplett neuen Aufmachung.
Mit der Ausgabe Nr. 52/2019 erschien zugleich die letzte Ausgabe der National-Zeitung. Als Grund nannte der Verlag den „Medienwandel der letzten 15 Jahre und das geänderte Nutzerverhalten“. Es sei jedoch „Neues und gleichfalls Gutes herangewachsen“ und man sei sich „sicher, das eine oder andere bewirkt, manchen Gedanken auf den Weg gebracht zu haben“. Zuletzt sollen der Umsatz und die Verkaufszahlen der Zeitung massiv zurückgegangen sein. Von etwa 7.000 an den Pressegroßhandel gelieferten Exemplaren pro Ausgabe sollen zum Schluss nur noch ca. 2500 Stück bei einem Preis von 2,20 € über den Ladentisch gegangen sein. Hinzu kamen die Abonnenten, über deren Zahl keine Angaben vorliegen. Laut dem baden-württembergischen Verfassungsschutz konnte die NZ als „Traditionsorgan der Kriegsgeneration“ gelten, „sodass zwischenzeitlich auch zahlreiche Stammleser verstorben sein dürften“.

## Inhalt
Die NZ erschien auf zwanzig Seiten im Zeitungsformat. Bis zur Neugestaltung 2008 war sie im Stil des Boulevardjournalismus aufgemacht; die Überschriften waren in einem emotionalisierenden und populistischen Stil verfasst, der Schreibstil stellenweise vergleichbar mit dem der BILD-Zeitung. Viele Artikel der Zeitung mündeten in Werbung für einschlägige Bücher aus den Verlagen von Gerhard Frey, die als weiterführende, das angeschnittene Thema vertiefende Literatur empfohlen werden. Dabei handelte es sich zum Teil um Sammlungen früherer Berichte der National-Zeitung in Buchform, die auf diese Art ein weiteres Mal vermarktet wurden.
In der Agitation der National-Zeitung nahm das Thema „Ausländer in Deutschland“ einen breiten Raum ein. Daneben fanden Umwelt- und Verbraucherschutzthemen Berücksichtigung, wofür beispielsweise Beiträge zum Klimawandel und konzernkritische Artikel standen. Ein weiterer inhaltlicher Schwerpunkt waren verharmlosende Beiträge zur Zeit des Nationalsozialismus, wobei besonders die Wehrmacht in Schutz genommen wurde. Mit stereotypen Schlagzeilen und mit antisemitischen Artikeln wurden nach Meinung der Kritiker des Blattes Ressentiments gegen Juden geschürt und in weiteren Beiträgen der demokratische Rechtsstaat und seine Repräsentanten angegriffen. Laut dem Verfassungsschutz Brandenburg arbeitete die Zeitung „geschickt mit antisemitischen Anspielungen, ohne je die Schwelle zur Strafbarkeit zu überschreiten“. Oft wurde der Zentralrat der Juden in Deutschland diffamiert, da er sich angeblich ständig einmische und die „vierte Gewalt“ im Staat sei. Die Bekenntnisse Freys zum freiheitlichen Rechtsstaat hingegen waren so häufig, dass ihm von ganz rechtsaußen vorgeworfen wurde, er sei ein „typischer BRD-Verfassungspatriot“.
Nach der von der National-Zeitung vehement zurückgewiesenen Auffassung des Bundesverfassungsschutzes wurden tagespolitische Themen und Ereignisse verzerrt dargestellt und instrumentalisiert. Zu den Hauptthemen gehörten die Kriegsschuldfrage, der Geschichtsrevisionismus (so titelte sie z. B.: „Wie 6 Millionen Deutsche ermordet wurden. Der wahre Holocaust an unserem Volk. Die verheimlichten Verbrechen der Sieger.“), der Revanchismus und die Glorifizierung des deutschen Soldatentums. Weiterhin wurde der Nationalsozialismus verharmlost und versucht, einzelne Repräsentanten und Institutionen der NS-Zeit in einem positiven Licht erscheinen zu lassen und deren „wirkliche“ Größe und Leistung der angeblich verfälschenden Geschichtsschreibung entgegenzusetzen. 1970 titulierte die Zeitung die Geste des Bundeskanzlers Willy Brandt am ehemaligen Warschauer Ghetto als „würdelosen Kniefall“. Während die Zeitung die „Verbrechen des Nationalsozialismus“ in demonstrativ scharfer Form geißelte, wurden einzelne Personen aus dieser Epoche als Idealisten und Patrioten gewürdigt. Zu den in früheren Jahren häufig behandelten Themen gehörten die Wehrmachtsausstellung, der Fall Michel Friedman und die Visa-Affäre um Joschka Fischer. Sehr oft fanden sich israelfeindliche Äußerungen (beispielsweise während des Sechstagekriegs 1967 titelte die Zeitung: „Israels Auschwitz in der Wüste“ und „Der Massenmord an den Arabern“). Nach Beginn der „Zweiten Intifada“ monierte die Zeitung, dass der „Untergang der Palästinenser“ die „politische Klasse und Journaille“ hierzulande kalt lasse.
In den 1980er und 1990er Jahren hatte die Ablehnung der Europäischen Gemeinschaft bzw. Europäischen Union bzw. ihrer Osterweiterung (Hauptthema: Türkei) stark an Bedeutung gewonnen. Das Thema Einwanderung in Deutschland wurde häufig mit Blick auf „Kriminalität“ und „Asylbetrug“ behandelt und das Bild einer angeblichen „Überfremdung“ der Deutschen beschworen. Auch die Terroranschläge am 11. September 2001 in den USA wurden als Folie für antiamerikanische sowie als antisemitisch interpretierbare Äußerungen genutzt, des Weiteren wurden mehrfach verschwörungstheoretische Bücher zum Thema beworben, so zum Beispiel das Buch Die CIA und der 11. September. Internationaler Terror und die Rolle der Geheimdienste von Andreas von Bülow. In der ersten Septemberausgabe 2017 veröffentlichte die Zeitung einen umfangreichen Artikel über die Identitäre Bewegung mit Empfehlungen von Büchern, die von Akteuren dieser Bewegung verfasst wurden. Am 3. März 2018 berichtete die Zeitung (laut Verfassungsschutzbericht Bayern „ausführlich und werbend“) über den Kongress „Verteidiger Europas“, ein Vernetzungstreffen rechtspopulistischer und rechtsextremistischer Aktivisten. 
Sympathien äußerte das Blatt zuletzt für Rainer Wendt, den Vorsitzenden der Deutschen Polizeigewerkschaft, die Proteste deutscher Bauern und die ehemalige Fraktionsvorsitzende der Linkspartei Sahra Wagenknecht und deren (laut der Zeitschrift Jungle World) „linksnationalistische Inhalte“. Auch der Wahlerfolg der britischen Tories wurde bejubelt sowie Boris Johnson für sein Vorhaben gelobt, einen schnellen EU-Austritt des Vereinigten Königreichs durchzusetzen. Den Aufstieg der AfD verfolgte die Zeitung mit großer Zustimmung und berichtete wohlwollend über deren völkischen Parteiflügel.
Der Verfassungsschutz Baden-Württemberg attestierte der Zeitung 2020, es seien „[z]uletzt […] nur noch sehr vereinzelt fremdenfeindliche und revisionistische Inhalte festzustellen“ gewesen. In dem 2016 erschienenen Verfassungsschutzbericht des Landes Bayern für das Jahr 2015 wurde der Zeitung hingegen bescheinigt, weiterhin „fremdenfeindliche, nationalistische und revisionistische Argumentationsmuster“ zu verbreiten. Ebenso wurde sie in den 2017, 2018 sowie 2019 erschienenen bayerischen Verfassungsschutzberichten im Kapitel „Rechtsextremistisches Verlagswesen“ gelistet.

## Bekannte Autoren
Die Artikel stammten zu einem nicht unbeträchtlichen Teil von Gerhard Frey selbst, sind aber oftmals namentlich nicht gekennzeichnet. Zu dem Autorenstamm gehörten weiterhin:
- Sven Eggers
- Wilhelm Hillek
- Theodor Maunz (anonym bis zu seinem Tode)[39]
- Gerard Menuhin
- Reinhard Pozorny
- Gustav Sichelschmidt
- Robert Scholz
- Hans-Otto Weidenbach

Interviewpartner:
- David L. Hoggan
- Gamal Abdel Nasser
- Wolfgang Seiffert
- Wilhelm Hankel
- Peter Ustinov
- Gore Vidal